# Теракт на Дубровке
Террористический акт на Дубро́вке — захват заложников на Дубровке в Москве, начавшийся 23 октября и продолжавшийся до 26 октября 2002 года, в ходе которого группа из 40 вооружённых чеченских боевиков во главе с Мовсаром Бараевым захватила и удерживала в течение трёх дней заложников из числа работников, зрителей и актёрского состава мюзикла «Норд-Ост» — 912 человек в здании Театрального центра, по другим данным — 916 человек.
В среду, 23 октября в 21:05 к зданию Театрального центра подъехали три микроавтобуса с вооружёнными боевиками, которые забежали в здание. Основная группа Абубакара захватила концертный зал и взяла в заложники 916 человек. По мнению российских властей, целью террористической акции было нарушение общественной безопасности, устрашение населения и оказание воздействия на органы власти Российской Федерации по принятию решения о выводе войск с территории Чеченской Республики.
В ходе операции по освобождению заложников, организованной ФСБ и проведённой спецподразделениями Центра специального назначения ФСБ, был применён усыпляющий газ. В результате операции были убиты все находившиеся в здании на тот момент террористы и освобождена бо́льшая часть заложников. В общей сложности, по официальным данным, погибли 130 человек из числа заложников (по утверждению общественной организации «Норд-Ост», погибли 174 человека), большая часть — в результате последствий применения усыпляющего газа. До нападения на «Крокус Сити Холл» данный теракт считался крупнейшим в Москве, а также вторым (наряду с терактом в Будённовске) по количеству жертв в истории современной России, уступая только теракту в Беслане, произошедшему в 2004 году.

## Организация теракта

### Планирование
По мнению ФСБ, летом 2002 года на территории Чечни в штабе Аслана Масхадова состоялось совещание, на котором было принято решение провести в Москве крупную террористическую акцию с захватом заложников, схожую с захватом больницы в Будённовске в 1995 году. Непосредственным организатором акции был назначен Руслан Эльмурзаев, известный как «Абубакар» — начальник службы экономической безопасности и фактический владелец «Прима-банка», его помощником — Асланбек Хасханов. Командиром диверсионно-террористической группы был назначен племянник убитого в 2001 году Арби Бараева, один из руководителей Исламского полка особого назначения Мовсар Бараев.
ФСБ предполагало , что в целях отвлечения внимания спецслужб от личности Мовсара Бараева его группа не предпринимала никаких вооружённых акций против федеральных сил, также была начата акция по дезинформации, в ходе которой было заявлено, что сам он получил тяжёлое ранение и уехал на лечение в Азербайджан либо погиб в результате боевых действий. Результатом этой дезинформации стало заявление 12 октября заместителя командующего Объединённой группировки войск в Чечне Бориса Подопригоры о ликвидации Мовсара Бараева 10 октября в районе населённого пункта Комсомольское в результате ракетно-бомбовых ударов.

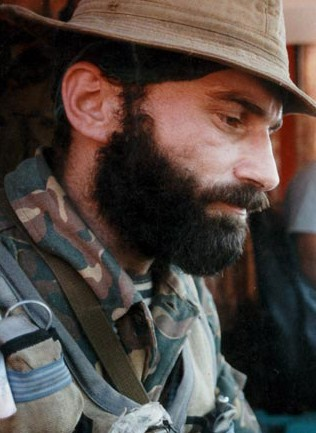
Шамиль Басаев взял на себя ответственность за теракт

По мнению ФСБ, в ходе подготовки к проведению террористической акции была определена форма акции — захват нескольких сотен заложников в отдельном здании во время культурно-массового мероприятия и взрыв начинённых взрывчаткой автомобилей в местах массового скопления мирных граждан. В захвате должны были участвовать около 50 вооружённых боевиков, половиной из которых должны были стать женщины-смертницы. По поручению Шамиля Басаева, ответственной за вербовку женщин в отряд смертниц, их проживание, а также за выбор места для совершения теракта была назначена Ясира (Миси) Виталиева, служившая поваром в его отряде. За доставку оружия и боевиков, а также их размещение и передвижение по Москве отвечали Руслан Эльмурзаев и Асланбек Хасханов. Акция была назначена на 7 ноября 2002 года — День согласия и примирения.

### Подготовка теракта

#### Оружие
Доставка оружия в Москву началась практически сразу после принятия решения о проведении теракта. Основная часть оружия перевозилась в КамАЗе под грузом яблок, но по дороге грузовик сломался. Перегрузить оружие в другой грузовик не представлялось возможным, поэтому Эльмурзаев дал команду перевезти оружие в багажниках легковых автомобилей «Жигули», прикрывая груз яблоками. Груз оружия насчитывал 18 автоматов Калашникова; 20 пистолетов Макарова и Стечкина; несколько сотен килограммов пластита; более 100 гранат. Оружие и взрывчатка были доставлены в подмосковную деревню Чёрное Балашихинского района, где с апреля 2002 года в доме № 100 проживал Хампаш Собралиев. Часть пластита ушла на изготовление 25 взрывных устройств, оборудованных под пояса смертников.
Руслан Эльмурзаев в августе 2002 года взял два кредита в Прима-банке на общую сумму около 40 тысяч долларов США. Основная часть суммы пошла на приобретение двух подержанных микроавтобусов «Форд Транзит» и «Фольксваген Каравелла». Также в августе Эльмурзаев и Хасханов в районе станции метро «Пушкинская» встретились с проживающим в Москве с 1994 года Ахъядом Межиевым, который был завербован ими в феврале 2002 года в Ингушетии. При встрече Межиеву было поручено приобрести по частным объявлениям два автомобиля «ВАЗ-2106» и «ВАЗ-2108» и мобильные телефоны. Также по требованию Асланбека Ахъяд вместе со своим братом Алиханом арендовали гараж на Огородном проезде, 20-а. Позднее здесь тоже был устроен склад оружия и взрывчатки.
В начале октября из Ингушетии в Москву на КамАЗе, гружённом арбузами, были доставлены три взрывных устройства большой мощности, переделанных в Чечне из артиллерийских 152-миллиметровых снарядов и замаскированных в воздушных баллонах тормозной системы КамАЗа, так называемых ресиверах. Для конспирации грузовик сделал остановку в районе пересечения МКАД с Варшавским шоссе, где ночью «воздушные баллоны» были сняты с грузовика и перегружены в автомобиль «ВАЗ-2109» Межиева, который доставил их в гараж на улицу Академика Пилюгина.

#### Террористы
Для исполнения теракта были отобраны 21 мужчина и около 20 женщин. Возраст смертников составлял от 16 до 48 лет; большинству было от 20 до 23. Для обеспечения девушек жильём Ясира Виталиева, используя поддельный паспорт на имя Хавы Эрбиевой, через агентство недвижимости «Калита-Град» заключила договор аренды трёх квартир на октябрь по адресам: Воронцовская улица, дом 22; Фестивальная улица, дом 15; Элеваторная улица, дом 4, корпус 1. Таким же образом были отобраны квартиры для проживания мужской части террористической группы. Эльмурзаев использовал для проживания квартиру на Элеваторной улице. Мовсар Бараев, используя подложный паспорт на имя Шамильхажи Ахматханова, устроился в квартире на Веерной улице, дом 30, корпус 2.
Члены бандгруппы добирались в столицу в разное время небольшими группами и самыми разными путями, но бо́льшая часть из них прибыла на автобусе Хасавюрт — Москва за несколько дней до захвата. Некоторые девушки летели к месту теракта на самолёте из Ингушетии. Главарь бандгруппы Мовсар Бараев прибыл на Казанский вокзал Москвы 14 октября 2002 года на поезде № 3 в сопровождении двух боевиков — Алхазурова и Баттаева.
По прибытии люди рассредоточились по квартирам по 4-5 человек в каждой. Оружие, боеприпасы и взрывчатка, часть которых хранилась на Огородном проезде, а часть — в посёлке Чёрное, также были рассредоточены по нескольким квартирам в Москве.
| Состав бандгруппы, захватившей заложников в здании Театрального центра | Состав бандгруппы, захватившей заложников в здании Театрального центра | Состав бандгруппы, захватившей заложников в здании Театрального центра | Состав бандгруппы, захватившей заложников в здании Театрального центра | Состав бандгруппы, захватившей заложников в здании Театрального центра | Состав бандгруппы, захватившей заложников в здании Театрального центра |
|                                                                        | Имя                                                                    | Год рождения                                                           | Место рождения                                                         | Кличка                                                                 | Статус                                                                 |
| ---------------------------------------------------------------------- | ---------------------------------------------------------------------- | ---------------------------------------------------------------------- | ---------------------------------------------------------------------- | ---------------------------------------------------------------------- | ---------------------------------------------------------------------- |
| 1                                                                      | Эльмурзаев, Руслан Абухасанович                                        | 15.06.1973                                                             | ЧИАССР                                                                 | «Абу-Бакар»                                                            | Убиты 26 октября 2002 года в Театральном центре                        |
| 2                                                                      | Сулейманов, Мовсар Бухариевич (Бараев)                                 | 26.10.1979                                                             | ЧИАССР                                                                 |                                                                        | Убиты 26 октября 2002 года в Театральном центре                        |
| 3                                                                      | Байхатов, Арсен Нажмудинович                                           | 16.02.1981                                                             | Дагестанская АССР                                                      |                                                                        | Убиты 26 октября 2002 года в Театральном центре                        |
| 4                                                                      | Байхатов, Рашид Саватдиевич                                            | 16.01.1982                                                             | Дагестанская АССР                                                      |                                                                        | Убиты 26 октября 2002 года в Театральном центре                        |
| 5                                                                      | Адилсултанов, Муслим Салманович                                        | 01.05.1981                                                             | Дагестанская АССР                                                      |                                                                        | Убиты 26 октября 2002 года в Театральном центре                        |
| 6                                                                      | Алиева, Секилат Увайсовна                                              | 02.01.1977                                                             | с. Самсоновка, Тувалинский район Джамбульской области Казахская ССР    |                                                                        | Убиты 26 октября 2002 года в Театральном центре                        |
| 7                                                                      | Юнаева, Заира Башировна                                                | 17.05.1978                                                             | ЧИАССР                                                                 |                                                                        | Убиты 26 октября 2002 года в Театральном центре                        |
| 8                                                                      | Курбанова, Райман Хасановна                                            | 19.02.1964                                                             | ЧИАССР                                                                 |                                                                        | Убиты 26 октября 2002 года в Театральном центре                        |
| 9                                                                      | Тагиров, Леча Гапурович                                                | 20.7.1954                                                              | с. Тастак, Алма-Атинского район Алма-Атинской области Казахская ССР    |                                                                        | Убиты 26 октября 2002 года в Театральном центре                        |
| 10                                                                     | Хаджиева, Айман Вагетовна                                              | 26.7.1974                                                              | ЧИАССР                                                                 |                                                                        | Убиты 26 октября 2002 года в Театральном центре                        |
| 11                                                                     | Хаджиева, Коку Вагетовна                                               | 09.04.1976                                                             | с. Кимкино, Ростовской области РСФСР                                   |                                                                        | Убиты 26 октября 2002 года в Театральном центре                        |
| 12                                                                     | Хусаинов, Расул Сайдаминович                                           | 15.12.1976                                                             | п. Нижняя Омра, Троицко-Печерского район Коми АССР                     |                                                                        | Убиты 26 октября 2002 года в Театральном центре                        |
| 13                                                                     | Бициева, Зура Резвановна                                               | 23.4.1980                                                              | ЧИАССР                                                                 |                                                                        | Убиты 26 октября 2002 года в Театральном центре                        |
| 14                                                                     | Ганиева, Хадчат Сулумбековна                                           | 01.04.1986                                                             | ЧИАССР                                                                 |                                                                        | Убиты 26 октября 2002 года в Театральном центре                        |
| 15                                                                     | Ганиева, Фатима Сулумбековна                                           | 01.11.1975                                                             | ЧИАССР                                                                 |                                                                        | Убиты 26 октября 2002 года в Театральном центре                        |
| 16                                                                     | Гишлуркаева, Асет Вахидовна                                            | 15.08.1973                                                             | ЧИАССР                                                                 |                                                                        | Убиты 26 октября 2002 года в Театральном центре                        |
| 17                                                                     | Мутаева, Малижа Даудовна                                               | 03.10.1971                                                             | ЧИАССР                                                                 |                                                                        | Убиты 26 октября 2002 года в Театральном центре                        |
| 18                                                                     | Байракова, Зарета Долхаевна                                            | 30.04.1976                                                             | ЧИАССР                                                                 |                                                                        | Убиты 26 октября 2002 года в Театральном центре                        |
| 19                                                                     | Дугаева, Мадина Мовсаровна                                             | 13.01.1978                                                             | ЧИАССР                                                                 |                                                                        | Убиты 26 октября 2002 года в Театральном центре                        |
| 20                                                                     | Татаев, Усман Алаудинович                                              | 26.4.1979                                                              | ЧИАССР                                                                 |                                                                        | Убиты 26 октября 2002 года в Театральном центре                        |
| 21                                                                     | Шидаев, Магомед Абуязидович                                            | 16.06.1975                                                             | ЧИАССР                                                                 |                                                                        | Убиты 26 октября 2002 года в Театральном центре                        |
| 22                                                                     | Абдулшейхов, Арсланбек Алимпашаевич                                    | 05.04.1967                                                             | Дагестанская АССР                                                      |                                                                        | Убиты 26 октября 2002 года в Театральном центре                        |
| 23                                                                     | Эльмурзаева, Седа Сейтхамзатовна                                       | 03.04.1984                                                             | ЧИАССР                                                                 |                                                                        | Убиты 26 октября 2002 года в Театральном центре                        |
| 24                                                                     | Ахметов, Ахмед Мумадиевич                                              | 06.09.1983                                                             | ЧИАССР                                                                 |                                                                        | Убиты 26 октября 2002 года в Театральном центре                        |
| 25                                                                     | Бимурзаев, Магомед Эмин Саиданович                                     | 22.03.1979                                                             | ЧИАССР                                                                 |                                                                        | Убиты 26 октября 2002 года в Театральном центре                        |
| 26                                                                     | Хусейнова, Лиана Мусаевна                                              | 31.10.1979                                                             | ЧИАССР                                                                 |                                                                        | Убиты 26 октября 2002 года в Театральном центре                        |
| 27                                                                     | Хаджиева, Марьям Бувайсаровна                                          | 20.06.1980                                                             | Джамбульская область Казахская ССР                                     |                                                                        | Убиты 26 октября 2002 года в Театральном центре                        |
| 28                                                                     | Бисултанова, Марина Небиюллаевна                                       | 21.12.1983                                                             | ЧИАССР                                                                 |                                                                        | Убиты 26 октября 2002 года в Театральном центре                        |
| 29                                                                     | Виталиева, Ясира Хамидовна                                             | 19.03.1960                                                             | ЧИАССР                                                                 |                                                                        | Убиты 26 октября 2002 года в Театральном центре                        |
| 30                                                                     | Бакуева, Луиза Алавдиновна                                             | 02.08.1968                                                             | ЧИАССР                                                                 |                                                                        | Убиты 26 октября 2002 года в Театральном центре                        |
| 31                                                                     | Хасханов, Расул Абдуллаевич                                            | 19.01.1978                                                             | ЧИАССР                                                                 |                                                                        | Убиты 26 октября 2002 года в Театральном центре                        |
| 32                                                                     | Тушаева, Аминат Хамзатовна                                             | 28.10.1984                                                             | ЧИАССР                                                                 |                                                                        | Убиты 26 октября 2002 года в Театральном центре                        |
| 33                                                                     | Саидов, Артур Ийсаевич                                                 | 1985                                                                   | ЧИАССР                                                                 |                                                                        | Убиты 26 октября 2002 года в Театральном центре                        |
| 34                                                                     | Джабраилов, Салгир Исаевич                                             | 05.01.1976                                                             | ЧИАССР                                                                 |                                                                        | Убиты 26 октября 2002 года в Театральном центре                        |
| 35                                                                     | Хамзатов, Турпала Камиевич                                             | 05.09.1978                                                             | ЧИАССР                                                                 |                                                                        | Убиты 26 октября 2002 года в Театральном центре                        |
| 36                                                                     | Хасханов, Асланбек Лемаевич                                            | 1974                                                                   | ЧИАССР                                                                 |                                                                        | Убиты 26 октября 2002 года в Театральном центре                        |
| 37                                                                     | Юпаева, Заира Башировна                                                | 1978                                                                   | ЧИАССР                                                                 |                                                                        | Убиты 26 октября 2002 года в Театральном центре                        |
| 38                                                                     | Не опознан                                                             |                                                                        |                                                                        | «Ясир»                                                                 | Убиты 26 октября 2002 года в Театральном центре                        |
| 39                                                                     | Не опознан                                                             |                                                                        |                                                                        |                                                                        | Убиты 26 октября 2002 года в Театральном центре                        |
| 40                                                                     | Не опознан                                                             |                                                                        |                                                                        |                                                                        | Убиты 26 октября 2002 года в Театральном центре                        |

#### Место теракта
Выбирая место совершения теракта, организаторы захвата ставили главной целью беспрепятственный контроль над как можно бо́льшим количеством людей в одном помещении. Для этого лучше всего подходили концертные залы и театры. После долгого отбора террористы остановились на трёх точках: Московский дворец молодёжи, Театральный центр на Дубровке, где шёл мюзикл «Норд-Ост», и Московский государственный театр эстрады с мюзиклом «Чикаго». Ясира Виталиева под видом любительницы мюзиклов вместе с сообщницей или сообщником прошлась с видеокамерой по всем этим местам. Её задачей было разведать систему охраны, расположение внутренних помещений, подходы к зданию. После совещания Эльмурзаев принял решение организовать захват заложников в здании Театрального центра на Дубровке, который находился недалеко от центра Москвы, имел большой зрительный зал и малое количество прочих помещений.

### Теракт у ресторана «Макдоналдс» 19 октября
За организацию взрывов заминированных автомобилей отвечал Асланбек Хасханов. Для выполнения террористической акции в одном из техцентров по ремонту автомобилей в бензобаки ставилась перегородка, которая делила бак на две части — в одну часть заливался бензин, чтобы автомобиль мог эксплуатироваться в обычном режиме, а во вторую половину закладывалась взрывчатка. Когда машины были подготовлены, было решено, что сначала должны состояться взрывы, а потом — захват театрального центра. 18 октября устроили последнее общее собрание участников на квартире Эльмурзаева. Были выбраны места для совершения терактов:
- Концертный зал имени Чайковского — «ВАЗ-2108», приобретённый в августе-сентябре Ахъядом Межиевым.
- Государственная дума — «ВАЗ-2106», приобретённый в августе-сентябре Ахъядом Межиевым.
- Ресторан «Макдоналдс» на улице Покрышкина — «Таврия», приобретённая, по некоторым данным, тем же Межиевым.

В тот же день, 18 октября 2002 года, Аслан Масхадов дал интервью французскому агентству Франс-Пресс, в котором заявил об активизации своих связей с наиболее экстремистскими лидерами чеченских террористов. Отвечая на вопросы агентства, Масхадов объяснил радикализацию своей позиции отказом Запада поддержать его. «Западные лидеры вынуждены заигрывать с Россией для разрешения своих глобальных проблем, таких как Балканы, Афганистан, Грузия, а теперь и Ирак», — заявил он. — «Теперь, когда война продолжается, мне нечего терять от того, что я связываюсь с такими людьми, как Басаев, Удугов или Яндарбиев — главными радикальными лидерами», — подчеркнул Масхадов. При этом он заявил о некой готовящейся сепаратистами «исключительной операции», однако какие-либо детали он раскрыть отказался.
Для теракта возле «Макдоналдса» использовалось снабженное часовым механизмом взрывное устройство, изготовленное на основе 152-миллиметрового артиллерийского снаряда и усиленное примотанными к нему изолентой поражающими элементами (шариками, роликами, кусками проволоки). Время взрыва было назначено на 19:00 19 октября, когда ресторан наполнялся большим количеством людей, пришедших сюда после окончания рабочего дня. Однако по неустановленной причине механизм бомбы сработал раньше, и в 13:10 «Таврия» взлетела на воздух, унеся жизнь 17-летнего подростка.
Два других заминированных автомобиля так и не взорвались — по некоторым данным, из-за того, что пластичная взрывчатка, использованная во взрывном устройстве, была учебной и просто не сработала в установленное время. На другой день Хасханов отогнал оба автомобиля на Звенигородскую улицу, предварительно забрав из них взрывные устройства, переделанные под воздушные ресиверы КамАЗа. Автомобили были обнаружены оперативниками в январе 2003 года. Сам Хасханов 20 октября покинул Москву и бежал в Ингушетию.

### Неудавшиеся самоподрывы смертниц
За несколько часов до захвата Театрального центра Абубакар (Руслан Эльмурзаев) встретился с Межиевым у казино «Кристалл» недалеко от театрального центра на Дубровке, прибыв на встречу на красном «Форде-Транзите», который позднее был использован для доставки террористов к ДК. Далее версии расходятся.
По версии Алихана Межиева, Эльмурзаев попросил его пристроить на ночёвку двух своих родственниц, приехавших из Чечни. Межиев посадил их в свой автомобиль и повёз домой к своему приятелю Аслану Мурдалову. Через некоторое время после этого, когда «мерседес» Межиева стоял в пробке в Охотном ряду, по радио передали сообщение о захвате театрального центра. Услышав это, пассажирки, по словам Межиева, занервничали и приказали ему остановиться у ближайшей станции метро. Возле «Библиотеки имени Ленина» женщины, показав «пояса шахидов», сообщили, что собираются взорваться в метро. Однако Межиев не позволил им сделать это и отвёз их домой к Мурдалову, где они были разоружены, а на следующий день он отвёз женщин на Курский вокзал. Там они купили железнодорожные билеты до Назрани и уехали.
По другой версии, Эльмурзаев приказал Межиеву отвести девушек в людное место, чтобы они взорвали себя и тем отвлекли внимание правоохранительных органов от захвата ДК МШПЗ. Межиев посадил девушек в машину и начал кружить по городу, выбирая людное место для совершения теракта. Приняв решение высадить смертниц около кафе «Пирамида» на Пушкинской площади, Межиев узнал по радио о захвате центра на Дубровке и, испугавшись, вместе с девушками поехал домой. 24 октября Абубакар позвонил Ахъяду Межиеву из захваченного ДК и потребовал объяснений. Межиев пояснил, что теракт организовать невозможно, так как на улицах слишком много милиции, и предложил отправить девушек домой. 25 октября он купил им билеты и посадил на поезд Москва — Назрань.

### Исполнение
После взрыва у «Макдоналдса» по причине активизации действий милиции и спецслужб было решено перенести дату захвата заложников с 7 ноября на 23 октября. В этот день в 19:00 состоялся общий сбор группы в полной боевой готовности рядом со стоянкой международных автобусов в Лужниках. На площади уже стояли красный «Форд Транзит», красный «Фольксваген Каравелла» и белый «Додж Рэм 250». Через час террористы погрузились в микроавтобусы и поехали в сторону центра на Дубровку.

## Хронология теракта

### Захват заложников
В среду, 23 октября 2002 года в 21:05 по московскому времени к зданию Театрального центра на Дубровке по адресу: улица Мельникова, дом 7 (ранее — Дворец культуры Государственного подшипникового завода) подъехали три микроавтобуса, из которых выскочили вооружённые люди в камуфляже и вбежали в здание ДК. Обезвредив 4-5 охранников, вооружённых электрошокерами и газовыми пистолетами, основная часть группы ворвалась в концертный зал, где в это время заканчивалась первая сцена второго действия мюзикла «Норд-Ост» и находилось более 800 человек. Оставшаяся часть террористов начала проверять другие помещения театрального центра, сгоняя в основной зал сотрудников и актёров мюзикла, и других граждан, находившихся в здании Дома культуры, в том числе около 30 человек — учащихся Школы ирландского танца «Иридан», которые в одном из помещений проводили репетицию.
На сцену, где в это время находились восемь артистов, одетых в военно-лётную форму образца 1940-х годов, вышел вооружённый автоматом человек и приказал актёрам спуститься со сцены в зал. В подтверждение серьёзности своих слов он сделал несколько выстрелов вверх. Террористы объявили всех людей — зрителей и работников театра — заложниками, но не выдвинули своих требований. Они рассредоточились по залу и приступили к его минированию. Некоторым зрителям было разрешено позвонить по мобильным телефонам своим родным, сообщить о своём захвате в заложники и о том, что за каждого убитого или раненого боевика террористы будут расстреливать по 10 человек из числа заложников. В первые минуты захвата некоторым актёрам и сотрудникам Театрального центра удалось запереться в помещениях или покинуть здание через окна и запасные выходы.
Собранные в зале заложники длительное время оставались без пищи и воды (террористы приносили им лишь найденные в буфете минеральную воду и жевательную резинку).

### 23 октября
22:00 — К зданию центра на Дубровке стягиваются усиленные наряды милиции, сотрудники ОМОНа и СОБРа, а также руководство столичного ГУВД. Также к зданию прибывают журналисты Первого канала, телеканала «Россия», телекомпаний НТВ, ТВС, REN-TV. О случившемся немедленно извещён Президент России Владимир Путин. Поступает информация, что здание театра захватил отряд чеченских боевиков во главе с Мовсаром Бараевым, среди террористов есть женщины. Захватчики (называя себя «смертниками из 29-й дивизии») объявляют, что не имеют претензий к иностранным гражданам, оказавшимся в заложниках (около 75 человек из 14 стран, в том числе Австралии, Германии, Нидерландов, Украины, Грузии, Азербайджана, Великобритании и США), и обещают их освободить. Начинается проверка паспортов. Артистов мюзикла размещают на балконе. В центре зала и на балконе размещаются два металлических баллона — ресиверы от «КамАЗа». Внутри каждого — 152-миллиметровый артиллерийский осколочно-фугасный снаряд, обложенный пластитом.
Подполковник К. И. Васильев в военной форме, со служебным удостоверением прошёл через оцепление и, войдя в здание, вступил в переговоры с террористами, предлагая себя в обмен на свободу заложников-детей. Боевики не поверили, что он пришёл сам, чтобы предложить себя в качестве заложника за других, и расстреляли его.
26 октября 2002 года после штурма театрального центра тело Васильева с шестью пулевыми ранениями нашли в подвальном помещении.
23:05 — Из захваченного здания удаётся сбежать пяти актёрам, которые были заперты в гримёрной комнате.
23:30 — К зданию подтягивается военная техника, в это время из него удаётся сбежать семи членам технической группы мюзикла, которые сумели закрыться в монтажной комнате.

### 24 октября
00:00 — Здание Театрального центра на улице Мельникова полностью блокировано, оперативники пытаются выйти на связь с захватившими здание террористами. Террористы отпускают 15 детей и ещё несколько десятков человек, среди которых женщины, иностранцы и мусульмане.
00:30 — Во время переговоров террористы выдвигают требование о прекращении военных действий и выводе войск из Чечни.
02:00 — Депутат Государственной думы от Чечни Асламбек Аслаханов проводит переговоры с главарём террористов, удерживающих заложников в здании Театрального центра на Дубровке, однако после непродолжительного разговора связь прерывается — никаких договорённостей достигнуто не было.
03:50 — Террористы освобождают двух детей школьного возраста.
05:30 — В здание Театрального центра проходит 26-летняя Ольга Николаевна Романова (13.05.1976 — 24.10.2002), которая заходит в зал и вступает в перепалку с Мовсаром Бараевым. Её быстро допрашивают, уводят в коридор и убивают тремя выстрелами из автомата.
07:30 — К зданию ДК начинают подъезжать иностранные дипломаты.
08:00 — По состоянию на 8:00 террористы отпустили 41 человека.
10:20—12:50 — Террористы требуют приезда представителей Красного Креста и организации «Врачи без границ» для ведения переговоров, с условием, чтобы среди представителей этих организаций не было россиян. Чуть позже выдвигаются дополнительные требования об обязательном участии в переговорах журналистки Анны Политковской, политиков Бориса Немцова, Ирины Хакамады и Григория Явлинского.
13:16 — В здание Театрального центра проходят депутат Госдумы Иосиф Кобзон, британский журналист Марк Франкетти и два гражданина Швейцарии — представители организации «Красный крест». Спустя полчаса Иосиф Кобзон выводит из здания Любовь Корнилову и трёх детей: двух её дочерей и одного ребёнка, которого она назвала тоже своим, вместе с ними выходит Марк Франкетти. Затем выходят и двое сотрудников «Красного креста», которые за руки выводят из здания пожилого мужчину — гражданина Великобритании.
15:35 — Иосиф Кобзон и вице-спикер Госдумы Ирина Хакамада входят в здание Дома культуры. Во время переговоров с ними террористы заявляют о готовности отпустить 50 заложников, если к ним прибудет глава администрации Чечни Ахмат Кадыров. Через полчаса переговорщики покидают здание ДК.
17:00 — В здание Дома культуры заходят руководитель отделения неотложной хирургии и травмы детского возраста НИИ педиатрии Научного центра здоровья детей РАМН Леонид Рошаль и иорданский доктор, доцент кафедры хирургии Академии имени Сеченова Анвар Эль-Саид. Через 15 минут они выносят тело убитой Ольги Романовой. Передав тело сотрудникам «скорой помощи», они возвращаются в здание Театрального центра.
18:31 — Во время похода в туалет две девушки — Елена Зиновьева и Светлана Кононова — выбираются через окно на улицу и бегут. Террористы безуспешно стреляют им вслед из автоматов и дважды из подствольного гранатомёта, легко ранив при этом прикрывавшего девушек бойца группы «Альфа» майора Константина Журавлёва.
19:00 — Катарский телеканал «Аль-Джазира» показывает обращение боевика Мовсара Бараева, записанное за несколько дней до захвата ДК. На показанной видеозаписи Мовсар Бараев, сидящий в квартире перед ноутбуком, заявляет, что его группа принадлежит к «диверсионно-разведывательной бригаде праведных шахидов» и требует вывода российских войск из Чечни. Также на видеозаписи засняты пять женщин, одетых в чёрные накидки «абайя» и чадру.
21:30 — По уточнённым данным, с момента захвата заложников террористами освобождены 39 человек.
23:05 — В здание Театрального центра входит депутат Госдумы Григорий Явлинский и проводит 50-минутные переговоры с террористами.
23:15 — Из здания выходят Леонид Рошаль и Анвар Эль-Саид.

### 25 октября
01:30 — В здание заходит Леонид Рошаль, несущий две коробки с медикаментами (для балкона и партера) и мешок с гигиеническими средствами, которые террористы разрешили принести для заложников. Вместе с ним в здание заходят корреспондент «НТВ» Сергей Дедух и оператор Антон Передельский. Они пребывают в здании около 40 минут, за которые им удаётся побеседовать с террористами и шестью заложницами.
02:00 — Из здания выходит Леонид Рошаль.
05:30—06:30 — Террористы освобождают в общей сложности семь человек — сначала беременную заложницу Оксану Игнатовскую, через час ещё шесть.
08:00 — В здании Театрального центра происходит прорыв теплотрассы, из-за чего горячей водой заливает нижние этажи здания. Террористы расценивают это «как провокацию», однако официальный представитель штаба по освобождению заложников опровергает это предположение.
12:34 — Представители «Красного креста» выводят из захваченного террористами здания восемь детей в возрасте от 6 до 12 лет.
14:50 — В здание захваченного Дома культуры заходят Леонид Рошаль и журналистка «Новой газеты» Анна Политковская, они несут заложникам три больших пакета с водой и предметами личной гигиены.
15:30 — В Кремле Президент России Владимир Путин проводит совещание с главами МВД и ФСБ, а также с лидерами думских объединений. Директор ФСБ Николай Патрушев заявляет, что власти готовы сохранить террористам жизнь, если они освободят всех заложников.
17:00—20:20 — В Театральный центр поочерёдно заходят Сергей Говорухин (сын режиссёра Станислава Говорухина), заместитель главного редактора «Литературной газеты» Дмитрий Беловецкий, депутат Госдумы Асламбек Аслаханов, глава Торгово-промышленной палаты России Евгений Примаков, бывший президент Ингушетии Руслан Аушев, два сотрудника «Красного креста». Они доставляют заложникам воду и соки. Через Сергея Говорухина террористы передают, что отказываются от ведения дальнейших переговоров. Контакт с террористами также установила Алла Пугачёва.
21:50 — Террористы освобождают ещё четырёх человек, граждан Азербайджана — трёх женщин и мужчину.
23:22 — Сквозь оцепление к зданию ДК прорывается Геннадий Влах, у которого было ошибочное подозрение, что в заложниках находится его сын Роман. Террористы задерживают его и через некоторое время расстреливают.
25 октября в телефонном интервью азербайджанской газете «Зеркало» один из террористов, удерживавших заложников на Дубровке, заявил, что Масхадов принимал участие в подготовке этого теракта.

### 26 октября
00:30—02:00 — Один из заложников впадает в истерику и с бутылкой бросается на террористку, находящуюся рядом со взрывным устройством. Боевики открывают по нему огонь из автоматов, но промахиваются и попадают в двух других заложников — Тамару Старкову (в живот) и в Павла Захарова (в голову). Террористы разрешают отнести раненых заложников на первый этаж и вызывают в здание сотрудников «скорой помощи» (машина «скорой помощи» прибывает через 40 минут), которые забирают раненых в больницу. Позднее Павел Захаров скончался в больнице.

### Штурм
5:10. Погасли прожекторы, которые освещали главный вход в театр. Ранее террористы предупреждали, что, если свет будет погашен, они начнут расстреливать заложников. Осаждавшие через вентиляцию стали закачивать в здание усыпляющий газ. Люди внутри здания — боевики и заложники — вначале приняли газ за дым от пожара, но скоро поняли, что это не так.
5:30. У здания ДК раздаются три взрыва и несколько автоматных очередей. После этого стрельба прекращается. Специальные подразделения «Альфа» и «Вымпел» ЦСН ФСБ приступают к перегруппировке сил вокруг Театрального центра. Поступает неподтверждённая информация о начале операции по штурму здания. Заложники сообщают о пущенном в здании газе.
5:45. Представители штаба сообщают, что за последние два часа террористы убили двух и ранили ещё двоих заложников.
6:20. Раздаются ещё несколько взрывов, возобновляется стрельба. Здание ДК успешно покинули двое заложников.
6:30. Официальный представитель ФСБ Сергей Игнатченко сообщает, что Театральный центр находится под контролем спецслужб, Мовсар Бараев и большая часть террористов уничтожены. О жертвах среди заложников не сообщается.
6:30—6:45. Через центральный вход в здание врываются сотрудники МВД. К зданию ДК подъезжают десятки машин МЧС и «скорой помощи», автобусы.
6:45—7:00. Спасатели МЧС и медики приступают к выводу заложников из здания, оказанию медицинской помощи и госпитализации. Обездвиженных людей сначала кладут прямо на ступени театра и асфальт рядом, а затем кладут вплотную друг к другу.
7:20. Первый автобус с пострадавшими отъезжает от здания Театрального центра.
7:25. Помощник президента РФ Сергей Ястржембский официально заявляет о завершении операции по освобождению заложников.
8:00. Заместитель министра внутренних дел Владимир Васильев утверждает, что штурм был начат, так как группа заложников пыталась сбежать. Также он сообщает о результатах штурма: 36 террористов уничтожены, более 750 заложников освобождены, погибли 67 человек.

### Последствия штурма
8:00. Заместитель главы МВД Владимир Васильев сообщает об уничтожении 36 террористов, освобождении более 750 заложников и извлечении 67 тел погибших. Людей в бессознательном состоянии размещают в автобусах. Продюсер мюзикла Александр Цекало заявляет, что заложники просто устали, а террористы спят сном вечным.
В этот же день в ФСБ России сообщили, что число обезвреженных террористов только в здании Театрального центра на Дубровке составило 50 человек — 18 женщин и 32 мужчины. Трое террористов были задержаны.
Впоследствии прокурор Москвы Михаил Авдюков заявил, что всего было убито 40 террористов.
По данным газеты «Московский комсомолец», среди террористов, взятых живыми, были Мовсар Бараев, которого ранили, допросили и убили, и женщина без «пояса смерти», которая была не в зале и при задержании прокусила руку спецназовцу.
По телевизионным каналам показывают мёртвых террористок в зрительских креслах, большой баллон в центре зала, труп Мовсара Бараева с раной в паховой области и бутылку спиртного (коньяк «Hennessy»), стоящую рядом с ним на полу. Телеканал «НТВ» показывает убитых террористов и женщин-смертниц: подавляющее большинство из них убито выстрелом в затылок.
На тему того, как у тела фундаментального исламиста оказался алкоголь, существует несколько противоречащих друг другу версий. По сведениям бывшего сотрудника «Альфы», коньяк пили спецназовцы, отмечая таким образом десятилетний юбилей образования отряда. Впрочем, отряду на тот момент было более четверти века. По версии одного из заложников, Александра Шальнова, коньячные бутылки из буфета взяли террористы, предварительно вылив содержимое, наполняли водой из-под крана и давали заложникам возможность утолить жажду. По словам же журналистки Ольги Романовой, бутылку принёс из буфета Аркадий Мамонтов.
Допуск родственников к пострадавшим в лечебные учреждения был запрещён. По утверждению газеты «Комсомольская правда», несмотря на заявления властей, списки поступивших освобождённых заложников появились не во всех больницах.

## Использование газа в ходе штурма
Основным оправданием необходимости использования в ходе спецоперации по освобождению заложников газа является наличие у террористов оружия и взрывных устройств, в случае срабатывания которых могли погибнуть все заложники. Пущенный в здание газ подействовал не на всех: некоторые заложники остались в сознании, а часть террористов продолжала отстреливаться в течение 20 минут, однако взрыва не произошло.
В ходе пресс-конференции в октябре 2002 года министр здравоохранения Юрий Шевченко заявил: «Для нейтрализации террористов был применен состав на основе производных фентанила». По официальному заявлению ФСБ, также говорилось, что на Дубровке была применена «спецрецептура на основе производных фентанила». Основной же причиной смерти большого количества заложников называется «обострение хронических болезней».
Специалисты из лаборатории научных и технологических основ безопасности в Солсбери (Великобритания) установили, что в состав аэрозоля входило два анестетика — карфентанил и ремифентанил, однако текст исследования был опубликован лишь в 2012 году. Исследование, однако, не смогло установить пропорции и изначальный состав смеси. Точный состав использованного силовиками газа в ходе штурма остаётся неизвестным.

## Последствия теракта

### Погибшие
По официальным данным, из числа заложников погибли 130 человек, в том числе 10 детей (по предположению общественной организации «Норд-Ост» погибли 174 человека). Из числа погибших заложников 5 человек были застрелены до начала штурма, остальные скончались уже после освобождения.

Могила на Ваганьковском кладбище

Из команды «Норд-Оста» погибли 17 человек, в том числе двое юных актёров группы, игравших главных героев в детстве — Арсений Куриленко и Кристина Курбатова, 9 человек из оркестра, 4 человека из службы зала, 1 человек из технической службы, 1 продавец сувенирной продукции. Также погиб Александр Карпов — писатель, бард, переводчик, художник, автор переводов с английского художественной литературы и мюзикла «Чикаго».
Один из погибших заложников, Павел Платонов, во время операции выходил на связь по телефону с внешним миром, сообщая о числе заложников в театре и числе террористов. Эта информация оказалась ключевой для спецназа, которая позволила сохранить жизни не только заложников, но и личного состава, осуществлявшего штурм театрального центра. Павла Платонова посмертно наградили орденом Мужества с формулировкой «за мужество и отвагу, проявленные при исполнении гражданского долга в условиях, сопряженных с риском для жизни».

### Внешние последствия
Неназываемый представитель руководства США[уточнить] заявил, что после теракта на Дубровке Масхадов полностью лишился легитимности и не может претендовать на участие в мирном процессе.

## Следствие и судебные процессы
- 22 ноября 2002 года Генпрокуратура объявила о причастности к теракту чеченцев Аслана Мурдалова и братьев Алихана и Ахъяда Межиевых, задержанных в том же месяце за взрыв автомобиля у ресторана «Макдоналдс» 19 октября. Позже были задержаны лидер группы Асланбек Хасханов и его сообщник Хампаш Собралиев. В 2004—2006 годах все пятеро получили от 15 до 22 лет колонии строгого режима[77].
- 12 февраля 2003 года Судья Тверского районного суда Москвы М. М. Горбачёва отказала в компенсации жертвам терактов[78]. Иски имели предметом компенсацию морального вреда, причинённого заложникам пребыванием в плену у террористов, а также родственникам погибших заложников вследствие их смерти. Иски были предъявлены к субъекту РФ, на территории которого произошёл террористический акт — городу Москве. По мнению правоведа В. А. Белова, отказ в компенсации соответствовал закону, предусматривающему возложение на субъект РФ только обязанности возмещения имущественного ущерба, а не компенсации морального вреда, причинённого непосредственно террористическим актом. Требования же о возмещении имущественного ущерба и компенсации морального вреда, причинённого действиями силовиков, по его мнению, должны были предъявляться к Российской Федерации в лице её федеральных органов исполнительной власти[79].
- 22 октября 2003 заочные обвинения в организации теракта были предъявлены Шамилю Басаеву, Герихану Дудаеву и Хасану Закаеву. В пособничестве террористам обвинили находившегося в Катаре Зелимхана Яндарбиева. 13 февраля 2004 года Яндарбиев погиб в Дохе при взрыве автомобиля; Шамиль Басаев убит в Ингушетии 10 июля 2006 года[77].
- 20 июня 2003 Московский городской суд признал Заурбека Талхигова виновным в пособничестве терроризму и захвату заложников в Доме культуры на Дубровке и приговорил его к 8,5 годам лишения свободы[1][80]. 9 сентября 2003 года Верховный суд России оставил в силе приговор Мосгорсуда[1]. По словам самого Талхигова, он приехал на Дубровку после того, как узнал о захвате заложников, с целью добиться освобождения женщин и детей и был использован ФСБ как посредник. Записи переговоров Талхигова с террористами, переданные им в ФСБ, были уничтожены[81].
- 12 февраля 2004 года Лефортовский суд Москвы приговорил к семи годам тюрьмы майора милиции ОВД «Нижегородский» Игоря Алямкина, оформившего регистрацию в столице чеченской террористке Луизе Бакуевой, участнице захвата театрального центра[77].
- 20 декабря 2011 года Европейский суд по правам человека вынес постановление по делу «Финогенов и другие против России», единогласно усмотрев в неадекватном планировании спасательной операции и в отсутствии действенного расследования российскими властями спасательной операции нарушения статьи 2 (о праве на жизнь) ЕКПЧ и присудив 64 потерпевшим компенсацию общей суммой 1,3 млн евро[54]; в решении же российских властей применить газ суд, также единогласно, нарушений не усмотрел[82]. По сообщению Русской службы новостей, истолковавшей постановление как усматривающее нарушения в работе силовиков, президент ассоциации ветеранов «Альфа» сообщил о возмущении решением ЕСПЧ:

да, что-то не сработало. Но это проблема не подразделений „Альфа“ и „Вымпела“. Мы действовали правильно (…) То, что произошло — это трагедия, но это было необходимо для того, чтобы спасти больше людей.
Решение ЕСПЧ было обжаловано[где?] частью заявителей, но суд[какой?] не стал его пересматривать, и в 2012 году оно вступило в законную силу.
- В июне 2007 года прокуратура Москвы приостановила расследование уголовного дела в связи с невозможностью установить местонахождение Дудаева и Закаева[77].
- 15 октября 2012 года Следственный комитет РФ отказал в возбуждении уголовного дела в отношении должностных лиц, отвечавших за проведение спецоперации по освобождению заложников[54].
- 17 декабря 2014 года в Крыму был арестован подозреваемый в причастности к теракту 41-летний Хасан Закаев, в связи с чем следствие по делу было возобновлено Главным следственным управлением Следственного комитета России[85]. В 2016 году в Москве состоялось первое судебное заседание по делу Хасана Закаева, обвиняемого в причастности к теракту[86]. 21 марта 2017 года Хасан Закаев получил 19 лет колонии строгого режима[87]. Позже приговор смягчили до 18 лет 9 месяцев[88].

## Пострадавшие
В результате террористического акта, по официальным данным, погибли 130 человек, в том числе 10 детей. Из числа погибших заложников 5 человек были застрелены до начала штурма, 119 человек умерли в больницах после завершения штурма.
В ходе штурма применялся специальный газ для усыпления членов террористической группы. 27 октября 2002 года главный врач Москвы Андрей Сельцовский заявил: «В чистом виде от применения таких спецсредств не погибают». По словам Сельцовского, воздействие специального газа только осложнило ряд губительных факторов, которым подверглись заложники в условиях, созданных террористами (стрессовая ситуация, гиподинамия, отсутствие еды и т. п.).
Процесс выздоровления от последствий применения усыпляющего газа у многих выживших заложников был долгим; так, у пришедшей на мюзикл с 10-летним сыном Алексеем (тоже выжил) москвички Татьяны Светловой длительное время оставалась парализованной левая половина тела.
Среди погибших при штурме был финалист реалити-шоу телеканала СТС «Гарем» Сергей Сенченко.
30 октября 2002 года министр здравоохранения России Юрий Шевченко сообщил, что в ходе операции по освобождению заложников использовался состав газов на основе производных фентанила. В декабре 2002 года Министерство здравоохранения России официально отказалось сообщить данные о свойствах газа, применённого во время операции. Министр здравоохранения России пояснил, что сведения, раскрывающие средства и результаты разведывательной, контрразведывательной и оперативно-разыскной деятельности, являются государственной тайной, а государственными органами, наделёнными полномочиями по распространению сведений, отнесённых к гостайне, являются Минобороны, ФСБ, ФСО, МВД, ФПС, ФАПСИ, ФССП.

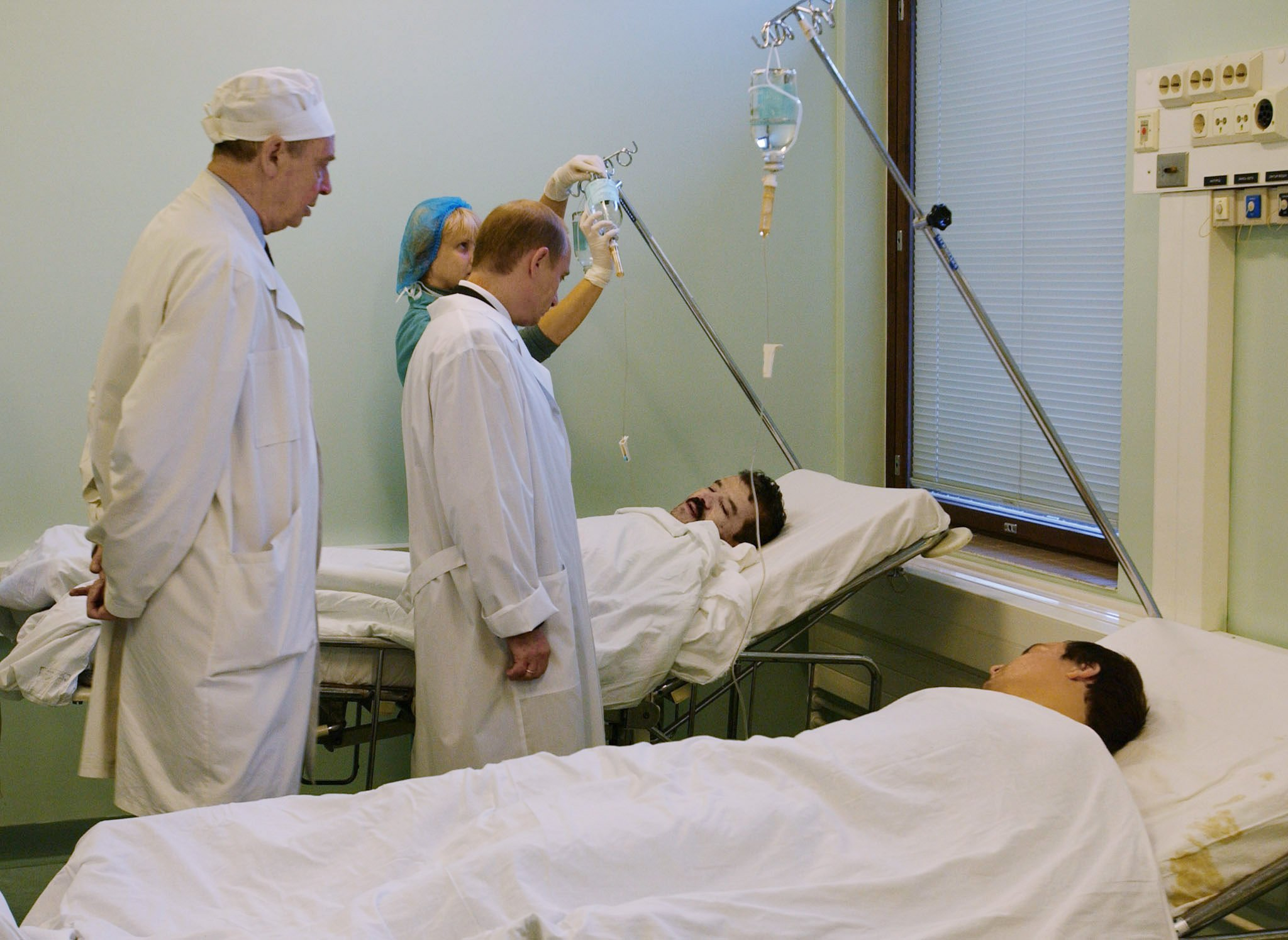
Владимир Путин с пострадавшими при теракте.

20 сентября 2003 года президент России Владимир Путин заявил на встрече с журналистами, что люди погибли «не в результате действия газа», который, по его словам, был безвредным, а стали жертвами «ряда обстоятельств: обезвоживания, хронических заболеваний, самого факта, что им пришлось оставаться в том здании».

## Критика действий властей

### Меры по предотвращению
Перед терактом российские власти неоднократно объявляли о ликвидации Мовсара Бараева.
Несколько журналистов утверждали, что располагают свидетельствами арестов до захвата заложников некоторых участвовавших в нём террористов.
По данным журналистов «Новой Газеты», накануне захвата заложников российские власти обладали информацией о готовящемся теракте.

### Спасение заложников
Основные обвинения некоторых бывших заложников и родственников погибших в адрес властей сводятся к следующему:
- власти не обеспечили освобождённым заложникам своевременной квалифицированной медицинской помощи (одной из основных причин столь большого числа погибших явились неверно организованные вынос и эвакуация спящих заложников, при котором из-за неправильного положения — с наклоном тела и головы вперёд или назад — у них были перекрыты дыхательные пути, что вызывало асфиксию)[101];
- власти не организовали надлежащего расследования обстоятельств трагедии[102].

Обвинения строятся прежде всего на том, что военные так и не сообщили состав газа; что власти, пытаясь снять с себя вину за происшедшее, категорически отрицали и отрицают, что газовая атака могла послужить причиной смерти заложников. В свидетельствах о смерти, выданных родственникам погибших, в графе «причина смерти» был поставлен прочерк.
Комитеты Государственной думы по здравоохранению и по безопасности поднимали вопрос о правомерности засекречивания сведений о газе, применённом при освобождении заложников. Инициатором запросов был депутат Государственной думы Сергей Юшенков.

### Задержание и ликвидация террористов
Непосредственно после штурма Заместитель министра МВД Владимир Васильев допустил уход части уцелевших террористов. Адвокат Игорь Трунов утверждал, из материалов уголовного дела и показаний свидетелей следует, что нескольким террористам удалось скрыться с места происшествия. Сообщалось, что проведенные экспертизы по идентификации тела Абубакара показали противоречивые результаты.
По данным корреспондента «Новой газеты» Сергея Михайловича Соколова, после штурма ДК одна женщина в гражданской одежде с белой повязкой на руке застрелила раненого человека в наручниках, но проведённая экспертиза представленной видеозаписи якобы опровергла этот факт.

### Заявления о связи террористов с российскими властями
Адвокат Михаил Трепашкин утверждал, что перед терактом Бараев был замечен в Москве на месте встречи с людьми, приезжавшими на автомобилях Администрации Президента РФ.
Бывший сенатор Сергей Пугачёв утверждал, что во время теракта МВД перехватило переговоры, в которых Абубакар получал команды от сотрудников ФСБ.
По версии властей ЧРИ в изгнании, одним из организаторов теракта являлся обвиненный в работе на российскую спецслужбу Ханпаши Теркибаев, ранее занимавший должность представителя президента Аслана Масхадова. Согласно интервью, опубликованному журналистом Анной Политковской, Теркибаев признал свое участие в захвате театра, отрицал наличие у террористов взрывчатки и утверждал, что имеет связи в Администрации президента России. Позднее Теркибаев заявил, что не имеет никакого отношения к теракту на Дубровке. Во время теракта журналист Вадим Речкалов написал, что источник в правоохранительных органах Чечни передал ему список участников захвата заложников, позднее названный Речкаловым предварительным, в который входил Ханпаши Теркибаев. Также от имени Ханпаши Теркибаева было опубликовано предложение обменять себя на заложников с указанием азербайджанского номера телефона. Сообщалось, что во время захвата заложников Теркибаев организовал телефонные переговоры Бараева с Зелимханом Яндарбиевым, который впоследствии был обвинен российскими властями в причастности к теракту. По словам Апти Баталова, его приятель был завербован ФСБ при содействии Теркибаева для захвата одного из правительственных учреждений Москвы. По словам Ивана Рыбкина, Теркибаев говорил, что увел отряд Бараева из Думы на Дубровку. Журналисты газеты «Московские новости» писали, что Теркибаев в течение нескольких лет занимался антиваххабитской деятельностью и, следовательно, не мог быть в группе Бараева, а чеченский политик Иса Темиров, обвиненный в сотрудничестве с российскими властями, утверждал, что во время теракта Теркибаев находился в Баку. Согласно информации журналистов «Новой Газеты», официальное следствие проигнорировало просьбу допросить Теркибаева, а через полгода после интервью Теркибаев погиб в автокатастрофе. После убийства Политковской Речкалов написал, что, по данным следователя, Политковская встречалась и обсуждала с Закаевым вопрос о том, чтобы выставить Теркибаева сотрудником российских спецслужб, готовившего теракт на Дубровке.

## Реакция

### ООН
24 октября была принята Резолюция Совета Безопасности ООН 1440, которая осуждала теракт, выражала соболезнования пострадавшим и требовала безусловного освобождения заложников.

### Россия
Президент России Владимир Путин соответствующим указом объявил в России 28 октября 2002 года днём траура по погибшим в результате трагических последствий этой террористической акции.
29 апреля 2011 года в память жертв теракта был заложен православный храм святых равноапостольных Мефодия и Кирилла, учителей Словенских, на Дубровке (ул. Мельникова, д. 7). Архитектор — А. Н. Оболенский.
Центральный престол храма освящён в честь святых равноапостольных Мефодия и Кирилла, правый — в честь Иверской иконы Божией Матери, левый — во имя святого равноапостольного великого князя Владимира.

### США
В репортаже американского телеканала CNN террористы были названы «чеченскими диссидентами».

### Арабский мир
В обращении, которое было показано 12 ноября на телеканале «Аль-Джазира», лидер международной террористической сети «Аль-Каида» Усама бен Ладен одобрил захват чеченскими боевиками заложников в Москве, а также одобрил теракты в Индонезии, Йемене и Кувейте.
С другой стороны, президент Ирака Саддам Хусейн осудил теракт, назвав как минимум «неразумным» стремление чеченских политиков к разрыву с Россией, и заявил, что чеченские сепаратисты своим поступком «подорвали доверие к исламу», чем обязательно могут воспользоваться США и страны Европы.

## Отражение в музыке
- Дельфин — «26.10.02»[140]
- Рок-группа «Детонация» — «Террор»[141]
- Дмитрий Полторацкий — «Волкодавы»[142][143]
- Иосиф Кобзон — «Памяти жертв „Норд-Оста“»[142][144]
- Рок-группа «Коловрат» — «Три чёрных дня октября»[145][146]
- Рок-группа «Ария» — «Патриот»
- Рок-группа «Маврин» — «Дорога в рай»[147]
- Рок-группа «Мёртвые художники» — «Заложник» («Сондра»)[142][148]
- Рустам Неврединов — «Вы Россию несли на руках!»[149]
- Рок-группа «Тестостерон» — «Норд-Ост»[142][150]
- Рок-группа «Порнофильмы» — «Это пройдёт»[151]
- Рок-группа «Шумные и угрожающие выходки» — «Джохар»[152]
- Хардкор-группа «От юности моея» — «Северо-восток»[153]
- The Chemodan - Мгла

## Культурные аспекты
- Теракт на Дубровке показан в американском документальном телесериале «Критическая ситуация[англ.]» (англ. Critical Situation) в серии «Захват театра в Москве» (англ. Moscow Theatre Siege), а также в документальном фильме Владимира Соловьёва «Президент», снятого студией Masterskaya Movie Company, в фильме Ивана Ивановича Твердовского «Конференция», в документальном короткометражном фильме Ивана Качалина «27 секунд памяти».
- Теракт упоминается в шестой серии третьего сезона сериала «Бумажный дом». Лиссабон говорит Профессору, что полиция намеревается «сделать то же, что Путин на Дубровке», что впоследствии и происходит. При штурме используется галотан[источник не указан 335 дней].
- События теракта на Дубровке легли в основу сценария к фильму «Последнее испытание» режиссёра Алексея Петрухина, вышедшему в 2018 году.